# Tête du Lion
Ne doit pas être confondu avec Lion's Head.
La tête du Lion (Testa del Leone en italien) est un sommet des Alpes pennines culminant à 3 713 ou 3 715 m d'altitude situé à l'ouest du Cervin, à la frontière entre l'Italie et la Suisse.

## Géographie
La Tête du Lion est située sur une arête qui se prolonge à l'est par l'arête du Lion du Cervin (appelée également arête italienne) et est donc un passage obligé de l'ascension du Cervin par sa paroi sud-ouest. Elle domine le glacier de Tiefmatten au nord et le hameau du Breuil et le Valtournenche au sud.

## Histoire
Les guides valtournains Jean-Antoine Carrel, Jean-Jacques Carrel et Amé Gorret firent la première ascension de la Tête du Lion en 1857 lors d'une tentative d'ascension du Cervin par le versant sud-ouest.